# Melampyrum cristatum
La spigarola dentellata (nome scientifico Melampyrum cristatum L., 1753) è una piccola pianta erbacea appartenente alla famiglia delle Orobanchaceae.

## Etimologia
Il nome generico (melampyrum) deriva da due parole greche:  "mélas" (= nero) e "pyrós" (= grano), un nome usato da Teofrasto (371 a.C. – Atene, 287 a.C.), un filosofo e botanico greco antico, discepolo di Aristotele, autore di due ampi trattati botanici, per una pianta infestante delle colture di grano. L'epiteto specifico (cristatum) deriva dal latino e significa "con cresta" o "con punte" e fa riferimento alla dentellatura delle brattee dell'infiorescenza.
Il binomio scientifico della pianta di questa voce è stato proposto da Carl von Linné (1707 – 1778) biologo e scrittore svedese, considerato il padre della moderna classificazione scientifica degli organismi viventi, nella pubblicazione "Species Plantarum - 2: 605" del 1753.

## Descrizione

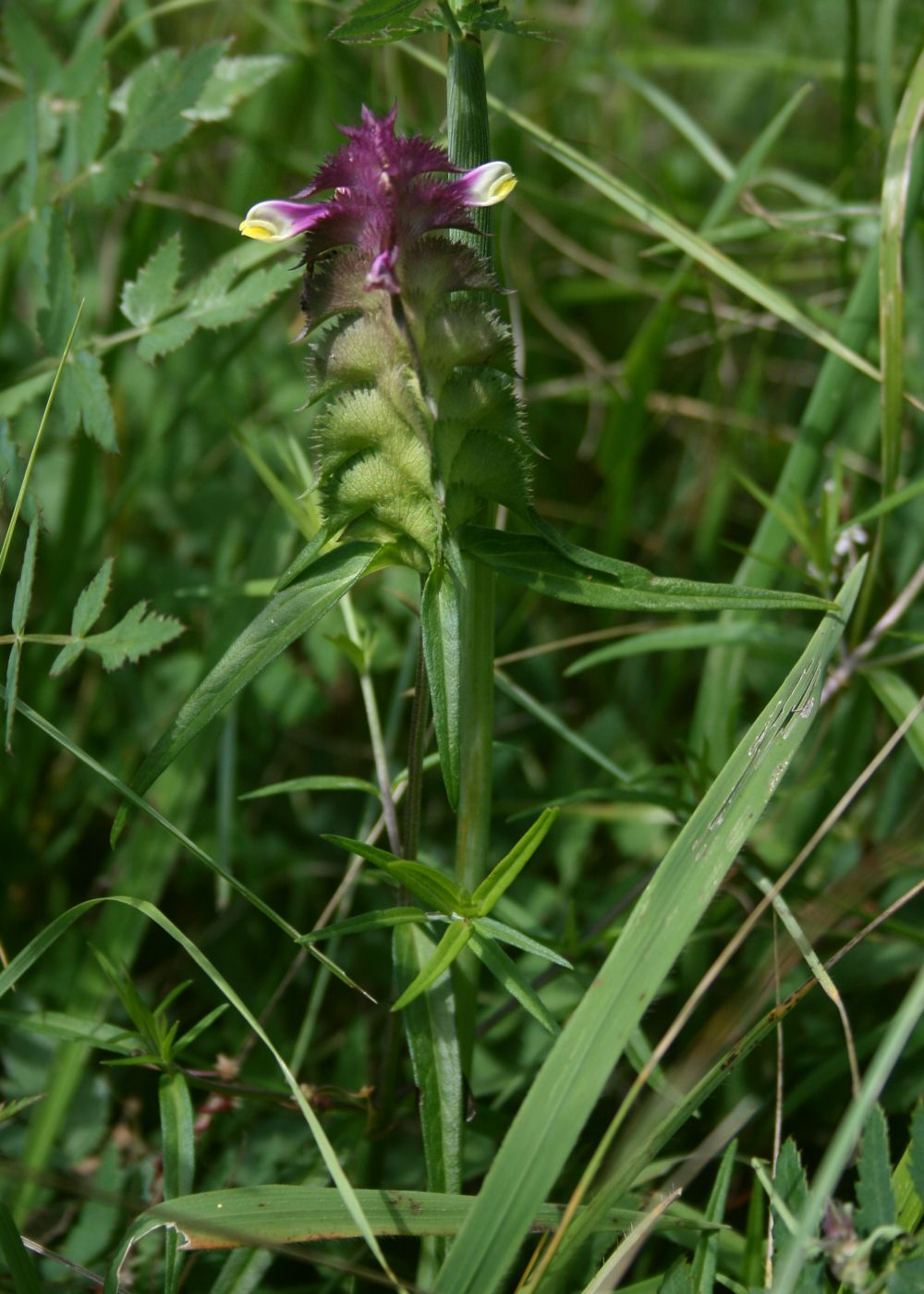
Il portamento

Queste piante possono arrivare fino ad una altezza di 15 – 40 cm. La forma biologica è terofita scaposa (T scap), ossia in generale sono piante erbacee che differiscono dalle altre forme biologiche poiché, essendo annuali, superano la stagione avversa sotto forma di seme e sono munite di asse fiorale eretto e spesso privo di foglie. Sono piante “emiparassite”: possono vivere sulle radici di altre piante per prelevare acqua e sali minerali, mentre sono capaci di svolgere la funzione clorofilliana (al contrario delle piante “parassite assolute”). Queste piante anneriscono durante la disseccazione.

### Radici
Le radici sono tipo fittone.

### Fusto
La parte aerea del fusto è eretta e sparsamente pubescente.

### Foglie

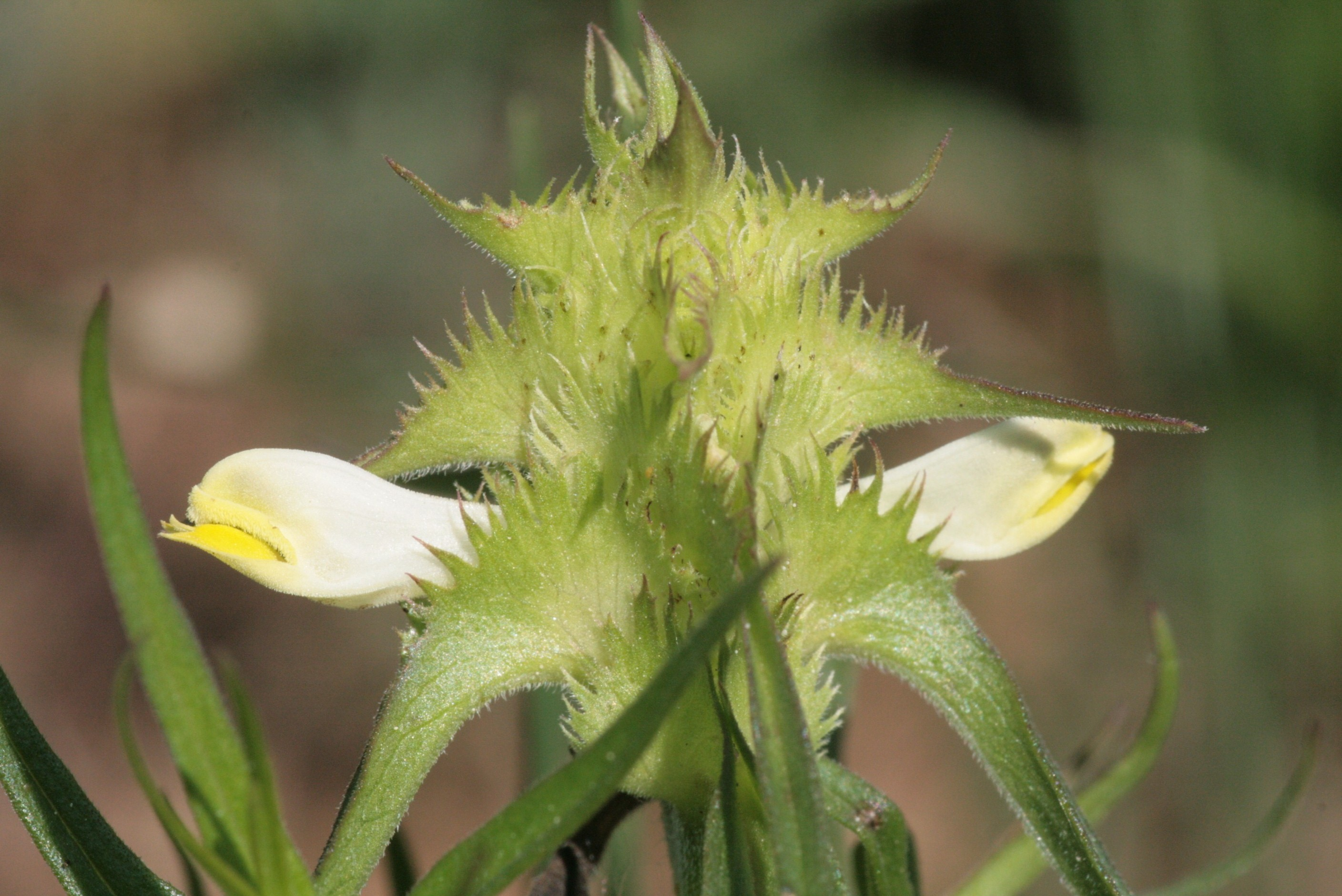
Le brattee

Le foglie hanno delle forme lineari con apici acuti e lamina intera. Dimensione delle foglie: larghezza 2 – 5 mm; lunghezza 30 – 50 mm. 

### Infiorescenza

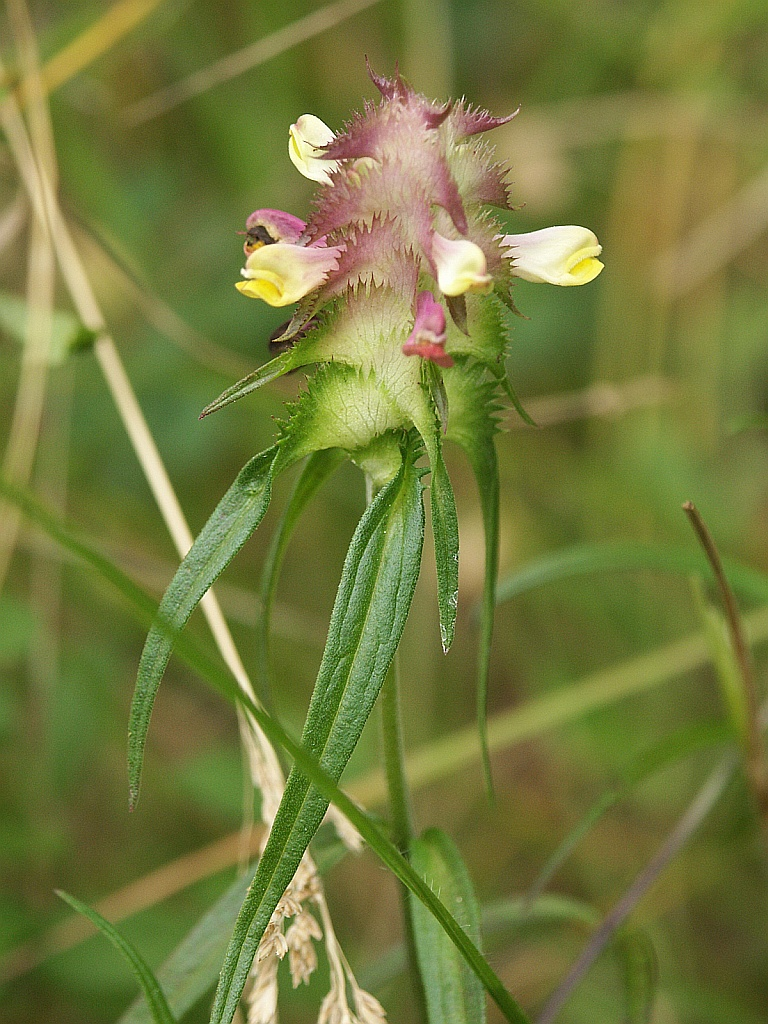
Infiorescenza

L'infiorescenza ha la forma di una spiga apicale compatta quasi quadrangolare ricoperta di brattee embricate disposte in quattro serie. Le brattee sono formate da una lamina basale ed una appendice apicale allungata. La lamina è cuoriforme e strettamente conduplicata. I margini sono percorsi più o meno da 15 dentelli aristati lunghi 1 - 2,5 mm. L'appendice ha una forma lineare, la lamina è intera ed è lunga 2 – 3 cm nelle brattee inferiori, mentre in quelle superiori è progressivamente ridotta. L'apice delle brattee è sempre rivolto verso il basso (è riflessa). Il colore delle brattee varia dal basso verso l'alto dal verde o giallo-verdognolo al purpureo/violaceo. Dimensione della lamina delle brattee: larghezza 15 mm; lunghezza 10 mm.

### Fiore
I fiori sono ermafroditi, zigomorfi e tetraciclici (con i quattro verticilli fondamentali delle Angiosperme: calice – corolla – androceo – gineceo). Lunghezza del fiore: 10 – 16 mm.
- Formula fiorale: per questa pianta viene indicata la seguente formula fiorale:

X, K (4), [C (2+3), A 2+2], G (2), (supero), capsula
- Calice: il calice (gamosepalo) è un tubo di 5 – 8 mm terminante con 4 denti disuguali (i due superiori sono lunghi il doppio dei due inferiori) e ricoperto da due linee di peli. Lunghezza dei denti: 1,5 – 4 mm.
- Corolla: la corolla bilabiata (gamopetala) è un tubo lungo 12 – 16 mm con le fauci chiuse. Il colore della corolla è giallo pallido/bianchiccio.
- Androceo: gli stami dell'androceo sono quattro didinami; sono inseriti nel tubo corollino, in particolare ascendono sotto il labbro superiore della corolla. Le antere sono conniventi ed hanno una loggia portante un cornetto allungato. Le sacche polliniche hanno l'estremità inferiore a forma di freccia[10],
- Gineceo: i carpelli del gineceo sono due e formano un ovario supero biloculare (derivato dai due carpelli iniziali). Lo stilo è unico lievemente più lungo degli stami ed è inserito all'apice dell'ovario; lo stimma è bifido.
- Fioritura: da maggio a luglio (settembre).

### Frutti
Il frutto è del tipo a capsula a deiscente posteriore; la superficie è glabra o finemente cigliata.

## Riproduzione
- Impollinazione: l'impollinazione avviene tramite insetti (impollinazione entomogama).
- Riproduzione: la fecondazione avviene fondamentalmente tramite l'impollinazione dei fiori (vedi sopra).
- Dispersione: i semi cadendo a terra (dopo essere stati trasportati per alcuni metri dal vento per merito del pappo – disseminazione anemocora) sono successivamente dispersi soprattutto da insetti tipo formiche (disseminazione mirmecoria).

## Biologia
Queste piante sono emiparassite, ossia in parte producono clorofilla e sono capaci di assorbire in modo autonomo i minerali dal terreno, ma hanno anche la capacità di utilizzare le sostanze prodotte dalle piante a loro vicine (funzione parassitaria). I meccanismo con il quale assorbono le sostanze di altre piante è basato su piccoli austori posti al livello radicale. La pianta ospite può accettare di buon grado questo insediamento (come la specie Festuca ovina) oppure può opporsi con secrezioni di sostanze tossiche. Se l'infestazione nelle colture di cereali supera un certo livello, la farina prodotta è più scura, con un particolare odore e dal sapore più acre e disgustoso dovuto al glucoside velenoso "rinantina".

## Distribuzione e habitat

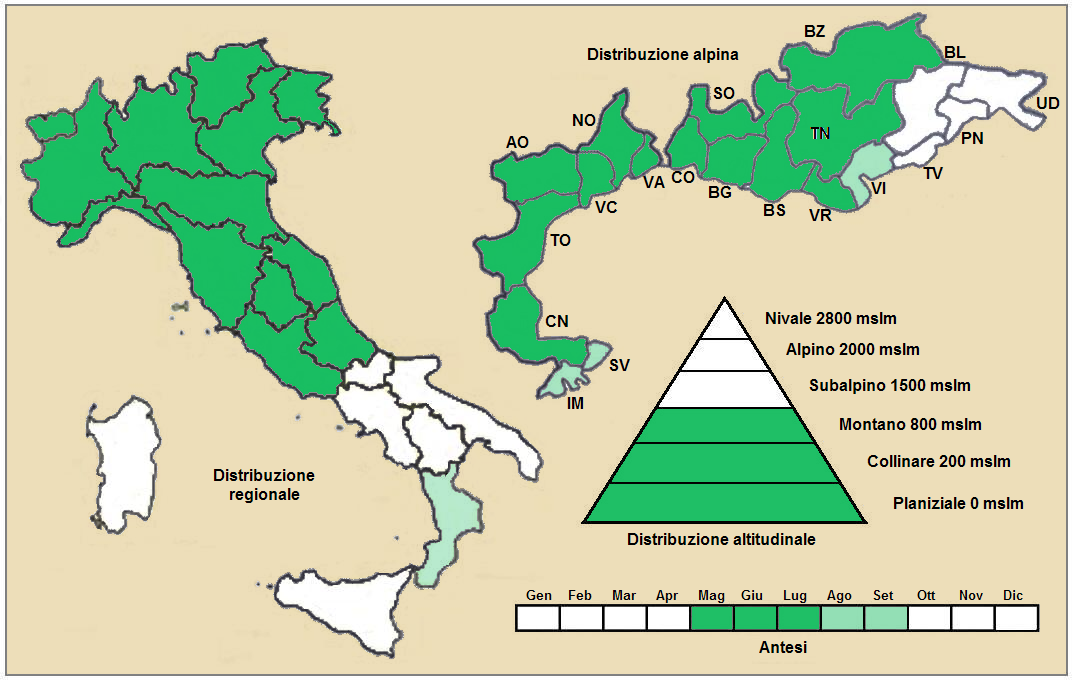
Distribuzione della pianta
(Distribuzione regionale – Distribuzione alpina)

- Geoelemento: il tipo corologico (area di origine) è Eurasiatico.
- Distribuzione: in Italia è considerata una specie rara e si trova al Nord e al Centro. Nelle Alpi (versante italiano) è presente ad ovest e al centro. Fuori dall'Italia, sempre nelle Alpi, questa specie si trova in Francia (dipartimenti di Alpes-de-Haute-Provence, Hautes-Alpes, Alpes-Maritimes, Drôme, Isère, Savoia e Alta Savoia), in Svizzera (cantoni Berna, Vallese e Ticino), in Austria (Länder del Tirolo Settentrionale e Austria Inferiore). Sugli altri rilievi europei collegati alle Alpi si trova nei Vosgi, Massiccio del Giura, Massiccio Centrale, Pirenei, Alpi Dinariche, Monti Balcani e Carpazi.[13] Nel resto dell'Europa è presente più o meno ovunque.

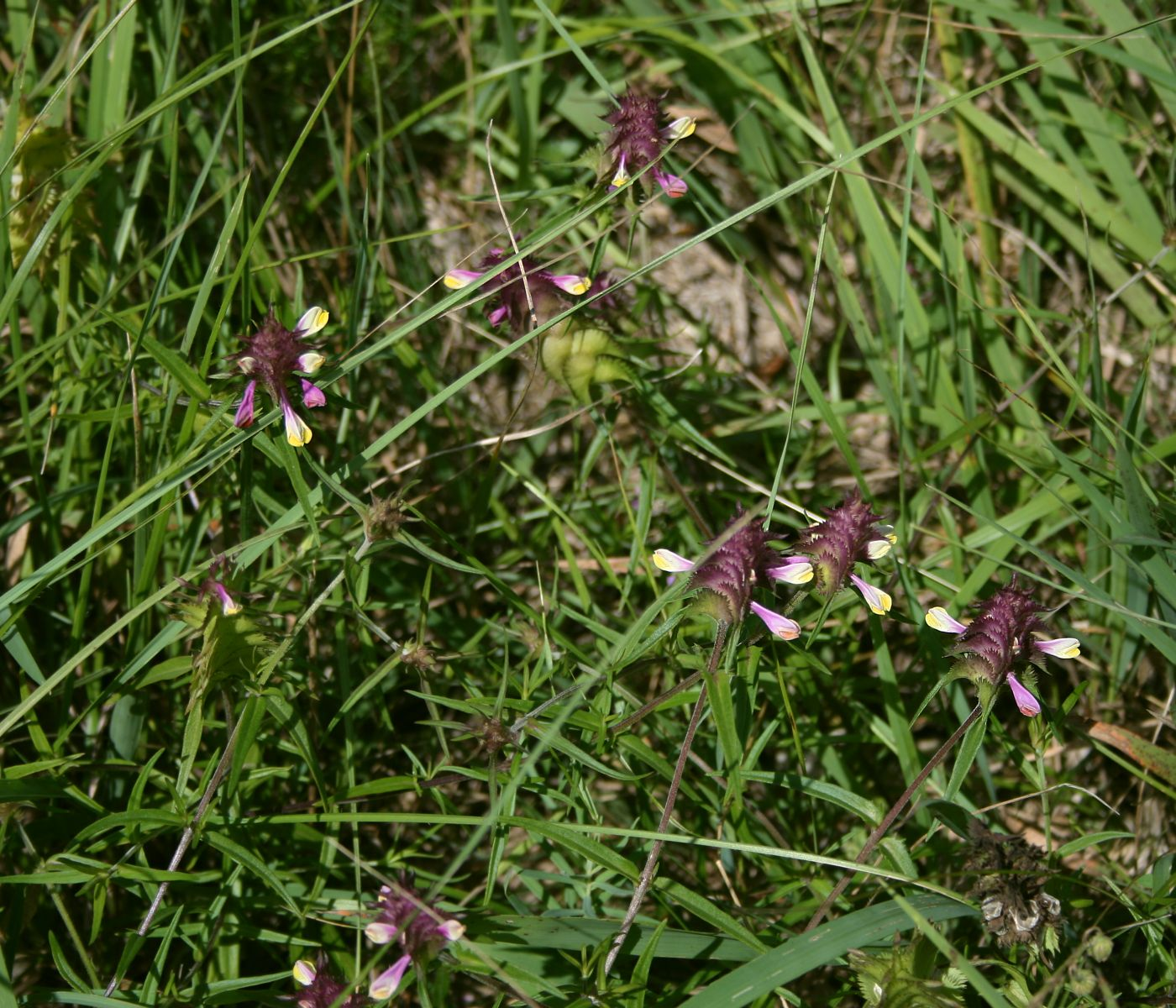
L'habitat

- Habitat: l'habitat tipico per questa pianta sono i boschi chiari, i cedui e i cespuglieti; ma anche i margini erbacei meso-termofili dei boschi, i boschetti di collina e le radure erbose. Il substrato preferito è calcareo ma anche calcareo/siliceo con pH basico, bassi valori nutrizionali del terreno che deve essere umido.[13]
- Distribuzione altitudinale: sui rilievi queste piante si possono trovare fino a 1000 m s.l.m.; frequentano quindi i seguenti piani vegetazionali: collinare e montano (oltre a quello planiziale, a livello del mare).

### Fitosociologia
Dal punto di vista fitosociologico Melampyrum cristatum appartiene alla seguente comunità vegetale:
Formazione: delle comunità delle macro- e megaforbie terrestri
Classe: Trifolio-Geranietea sanguinei
Ordine: Origanetalia vulgaris
Alleanza: Geranion sanguinei

## Tassonomia
La famiglia di appartenenza della specie (Orobanchaceae) comprende soprattutto piante erbacee perenni e annuali semiparassite (ossia contengono ancora clorofilla a parte qualche genere completamente parassita) con uno o più austori connessi alle radici ospiti. È una famiglia abbastanza numerosa con circa 60 - 90 generi e oltre 1700 - 2000 specie (il numero dei generi e delle specie dipende dai vari metodi di classificazione) distribuiti in tutti i continenti. Il genere Melampyrum è distribuito in Europa, India, Giappone e Nord America; le sue specie preferiscono climi per lo più temperati delle regioni extratropicali. Comprende circa 30 - 40 specie di cui una dozzina è presente nella flora spontanea italiana.

### Filogenesi
La classificazione tassonomica del Melampyrum cristatum è in via di definizione in quanto fino a poco tempo fa il suo genere apparteneva alla famiglia delle Scrophulariaceae (secondo la classificazione ormai classica di Cronquist), mentre ora con i nuovi sistemi di classificazione filogenetica (classificazione APG) è stata assegnata alla famiglia delle Orobanchaceae e tribù Rhinantheae..
Il numero cromosomico di questa specie è: 2n = 9.

### Variabilità
Le specie del genere Melampyrum sono soggette al fenomeno del "polimorfismo stagionale". In particolare a quote basse dapprima si ha la fioritura "estivale" e quindi quella "autunnale". A quote più alte (alta montagna) a causa del più breve periodo di fioritura si ha una sola forma intermedia chiamata "monomorfa".
Le tre forme per questa specie sono così denominate:
- estivale: fo. solstiziale Ronn.
- autunnale: fo. cristatum
- monomorfo: fo. ronnigeri Poeverlein

### Sinonimi
Questa entità ha avuto nel tempo diverse nomenclature. L'elenco seguente indica alcuni tra i sinonimi più frequenti:
- Melampyrum cristatum subsp. majus (Baumg.) Soó
- Melampyrum cristatum subsp. ronnigeri (Poeverl.) Ronniger
- Melampyrum cristatum subsp. solstiziale (Poeverl.) Ronniger
- Melampyrum cristatum var. majus Baumg. - sinonimo della forma monomorfa
- Melampyrum cristatum var. ronnigeri
- Melampyrum cristatum var. solstiziale
- Melampyrum ronnigeri Poeverl.
- Melampyrum sostiziale Ronniger

### Specie simili
Le specie Melampyrum della flora spontanea italiana si dividono in cinque "gruppi di specie" principali non sempre di facile distinzione:
- Gruppo A: M. cristatum
- Gruppo B: M. arvense, M. barbatum, M. fimbriatum e M. variegatum
- Gruppo C: M. nemorosum, M. catalaunicum, M. italicum e M. velebiticum
- Gruppo D: M. sylvaticum
- Gruppo E: M. pratense

Il disegno (sotto) mostra i caratteri del calice e delle brattee di questi cinque gruppi.

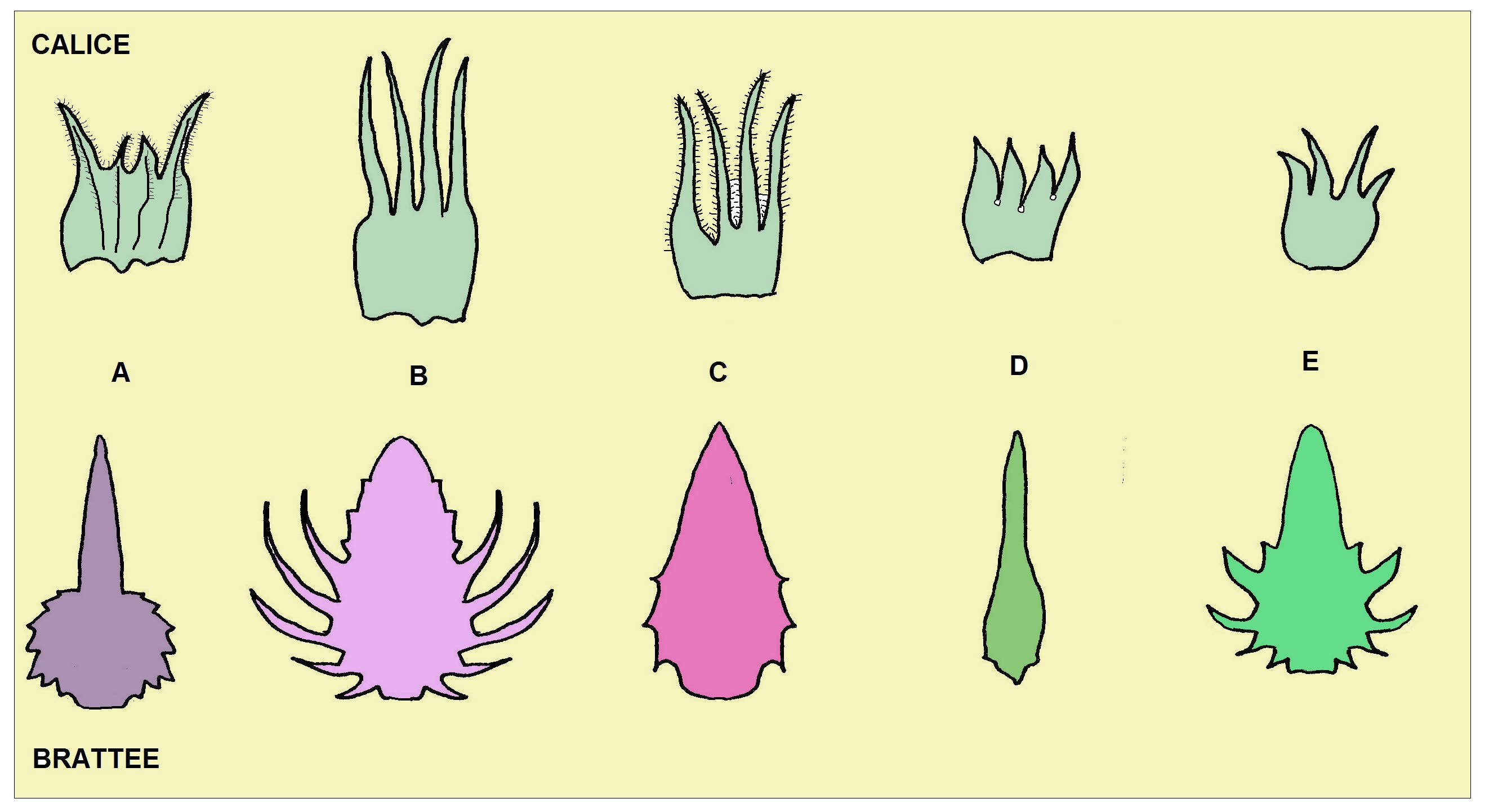
Calice e brattee dei cinque gruppi di Melampyrum
(A:M. cristatum - B:M. arvense - C:M. nemorosum - D:M. sylvaticum - E:M. pratense)

## Altre notizie
Il  melampiro crestato in altre lingue è chiamato nei seguenti modi:
- (DE)  Kamm-Wachtelweizen
- (FR)  Mélampyre à crêtes
- (EN)  Crested Cow-wheat